# آرکتوسور

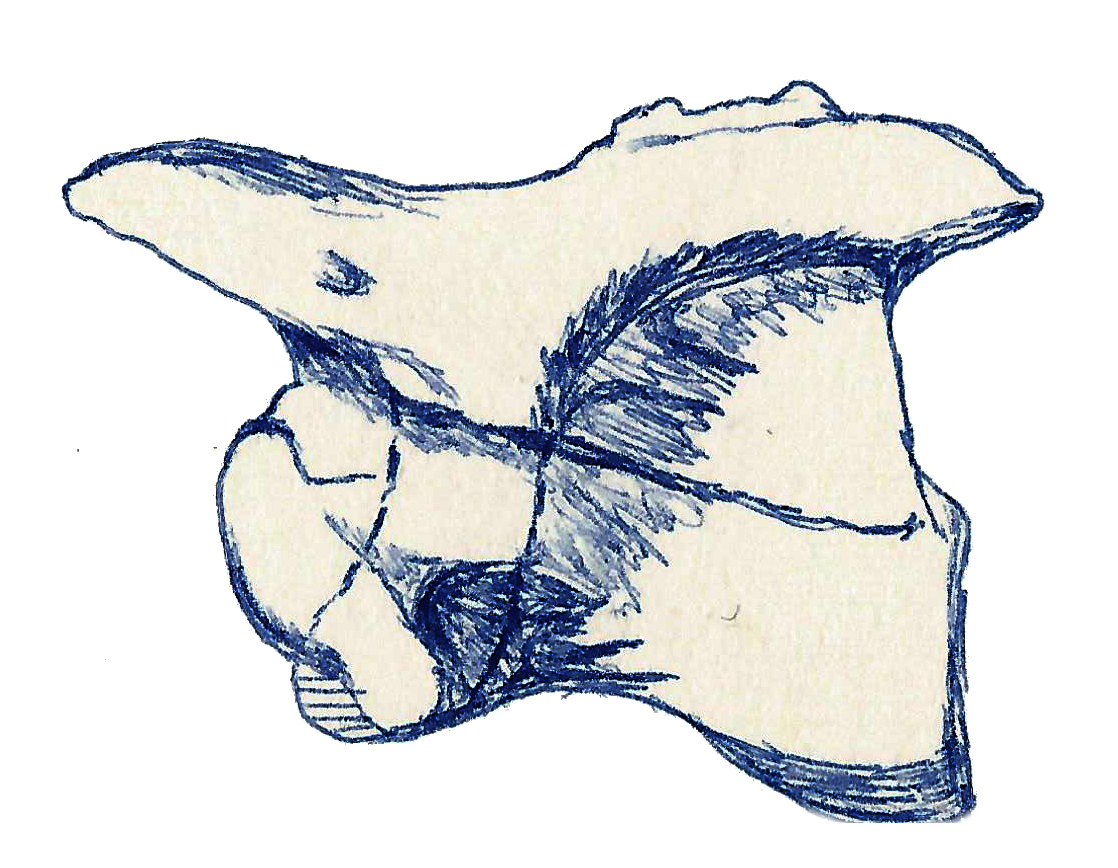
تصویر فسیل Arctosaurus

آرکتوسور (نام علمی: Arctosaurus) نام یک سرده از رده خزندگان است.